# Regne de Kuru
Kuru (sànscrit: कुरु: sànscrit: कुरु) fou el nom d'una unió tribal vèdica Indo-ària del nord de l'Índia a l'edat del ferro en el subcontinent indi  abraçant els estats moderns de Delhi, Haryana, Uttarakhand i la part occidental de Uttar Pradesh, que va aparèixer en el període Vèdic Mitjà (vers 1200 – 850 aC) i es va desenvolupar en el primer nivell de societat registrat a l'Àsia del sud al voltant del 1000 aC corresponent arqueològicament a la cultura de la ceràmica de pintura grisa. Va canviar decisivament el patrimoni vèdic del primer període Vedic, arranjant els himnes vèdics en col·leccions, i desenvolupant rituals nous que van obtenir la seva posició en la civilització índia com els rituals ortodoxos srauta, que van contribuir a l'anomenada "síntesi clàssica" o "síntesi hindú".
Esdevingué el centre dominant polític i cultural de període Vèdic Mitjà durant els regnats de Parikshit i Janamejaya,[3] però va declinar en importància durant el període Vèdic Tardà (vers 850-500 aC), i havia esdevingut "una cosa estancada" al període Mahajanapada al segle V aC. Tanmateix, tradicions i llegendes sobre el Kurus van continuar al període post-vèdic, proporcionant la base per l'èpica Mahabharata.

## Història

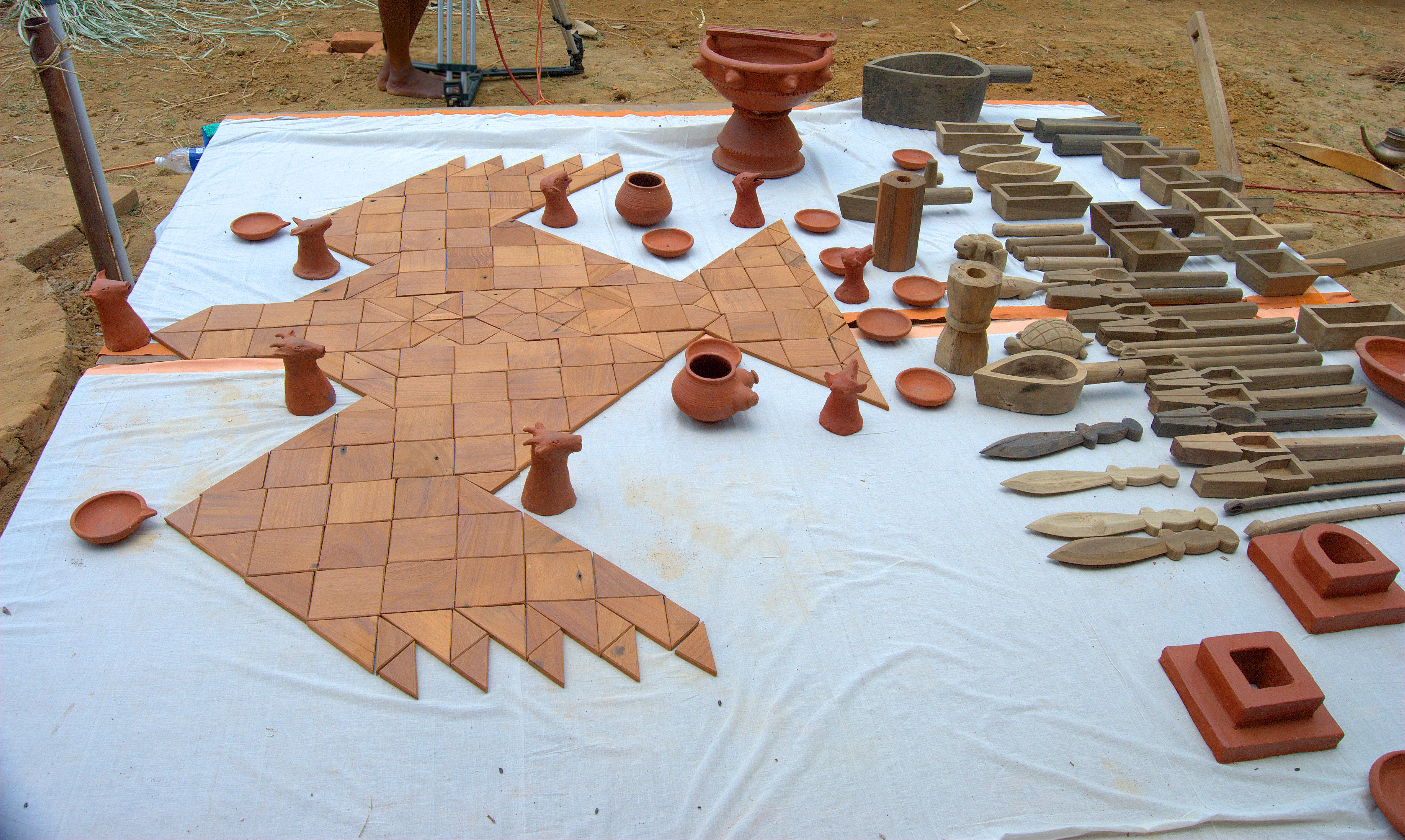
Modern replica d'estris i una altar en forma de falcó utilitzat per Agnicayana, un elaborat ritual srauta del període Kuru.

Els Kurus figuren de manera destacada en el darrer Rigveda. Els Kurus aquí apareixen com a branca dels primers Indo-aris, governant el Doab Ganges-Yamuna i el modern Haryana (inicialment Panjab Oriental).
El focus en el període vèdic més tardà es va moure fora del Panjab, al Doab, i així al clan Kuru clan. El número creixent i mida del poblaments de Ceràmica pintada de Gris (PGW) a l'àrea del Doab així ho mostren. Aquests desenvolupaments van resultar en el substancial engrandiment de poblaments segurs com Hastinapur i Kaushambi cap al final del període vèdic més tardà. Aquests poblaments a poc a poc van començar a adquirir característiques de ciutats.
La tribu Kuru va ser formada en el període Vèdic Mitjà,[3] arran de l'aliança i fusió entre les tribus Bharata i Puru. Amb el seu centre de poder a la regió de Kurukshetra, els Kurus va formar el primer centre polític del període vèdic, i foren dominants més o menys de 1200 a 800 aC. La primer capital Kuru va estar a Āsorraīvat,[3] identificada amb la moderna Assandh a Haryana.< La literatura més tardana es refereix a Indraprastha (moderna Delhi) i Hastinapura com a principals ciutats de Kuru.
El Atharvaveda (XX.127) elogia a Parikshit, el "Rei del Kurus", com el governant gran d'un creixent i prosper reialme. Altres texts vèdics tardans, com el Shatapatha Brahmana, commemoren al fill de Parikshit, Janamejaya, com a gran conqueridor que va celebrar el ashvamedha (el sacrifici del cavall). Aquests dos reis de Kuru van jugar una funció decisiva en la consolidació de l'estat Kuru estat i el desenvolupament dels rituals srauta i també apareixen figures tan importants en tradicions i llegendes més tardanes (per exemple en el Mahabharata).
Els Kurus va declinar després de ser derrotats per la tribu no vèdica dels Salva i el centre de cultura Vèdica va passar al reialme de Pantxala a Uttar Pradesh.[3] En el període vèdic més tardà, la capital dels kurus va ser transferida a Kaushambi, al Baix Doab, després que Hastinapur va qyedar destruïda per inundacions[1] així com a causa de trastorns en la família reial de Kuru.<. En el període Vedic tardà (pel segle VI aC), la dinastia de Kuru va evolucionar en els janapades (en total fins a 16 regnes i repúbliques) de Kuru i Vatsa governant sobre l'alt iDoab de Delhi/Haryana i el baix Doab respectivament. La branca Vatsa de la dinastia Kuru es va dividir després en les branques de Kaushambi i de Mathura.